# 奧利弗·赫德
奧利弗·赫德爵士，KC（英語：Sir Oliver Heald，1954年12月15日—）是一位英格蘭政治人物，他的黨籍是保守黨。自1997年開始，他擔任東北赫特福德郡選區選出的英國下議院議員。他畢業於劍橋大學彭布羅克學院。